# Amy Sherman-Palladino
Amy Sherman-Palladino   (Los Angeles, 17 de gener de 1966) és una guionista, directora i escriptora nord-americana d'origen jueu. El seu treball més conegut ha estat en la sèrie de televisió Les noies Gilmore, tot i que ha treballat en altres sèries de televisió nord-americanes com Roseanne.
És filla del comediant Don Sherman i la ballarina Maybin Hewes.
El 20 d'abril de 2006 es va anunciar oficialment que Amy Sherman i el seu marit Daniel Palladino abandonaven la producció de Les Noies Gilmore després d'acabar la sisena temporada. Dave Rosenthal seria la persona encarregada de rellevar els Palladino en la setena temporada de la sèrie que als Estats Units va començar a emetre el 26 de setembre del 2006.
Al març de 2008 es va estrenar als Estats Units la nova sèrie The Return of Jezebel James que va ser un fracàs total de crítica i públic i es va retirar de la graella televisiva quan només comptava amb tres episodis emesos.
Posteriorment, el 2012 i 2013, va ser productora i guionista de la sèrie Bunheads (creada juntament amb Lamar Damon i codirigida principalment amb Daniel Palladino) Les actrius principals de la sèrie van ser Kelly Bishop, Sutton Foster i Julia Goldani Telles, destacant diverses aparicions d'actors i actrius del repartiment de Les Noies Gilmore.
Al 2016 es va estrenar una vuitena temporada de Les Noies Gilmore titulada: Gilmore Girls: A Year in the Life, que va comptar amb tan sols quatre capítols que porten cadascun el títol de les quatre temporades anteriors.
En els Emmys 2018 la sèrie The Marvelous Mrs. Maisel, dirigida per Sherman-Palladino, es va alçar com la gran vencedora de la nit, amb els guardons més importants: el premi a la millor sèrie, millor actriu protagonista, Rachel Brosnahan, millor actriu de repartiment Alex Borstein, millor direcció i millor guió, tots dos per Amy Sherman-Palladino.

## Vida personal
Amy Sherman-Palladino está casada amb Daniel Palladino, amb qui ha dirigit, produït i escrit les sèries de televisió Les Noies Gilmore i La meravellosa senyora Maisel.

## Televisió
| Any          | Títol                             | Guionista | Directora | Productora executiva | Notes                           |
| ------------ | --------------------------------- | --------- | --------- | -------------------- | ------------------------------- |
| 1990         | City                              | 1 ep.     | No        | No                   |                                 |
| 1990–1994    | Roseanne                          | 13 ep.    | No        | 36 ep.               |                                 |
| 1995         | Can't Hurry Love                  | 3 ep.     | No        | No                   |                                 |
| 1996         | Love and Marriage                 | 5 ep.     | No        | Sí                   | productora executiva, guionista |
| 1997         | Over the Top                      | 1 ep.     | No        | 12 ep.               | co-productora                   |
| 1998–1999    | Veronica's Closet                 | 2 ep.     | No        | Sí                   | productora executiva            |
| 2000–2007    | Gilmore Girls                     | 52 ep.    | 15 ep.    | Sí                   | creadora                        |
| 2008         | The Return of Jezebel James       | 4 ep.     | 2. ep.    | Sí                   | creadora                        |
| 2012–2013    | Bunheads                          | 8 ep.     | 5 ep.     | Sí                   | creadora                        |
| 2016         | Gilmore Girls: A Year in the Life | 2 ep.     | 2 ep.     | Sí                   | creadora                        |
| 2017–present | The Marvelous Mrs. Maisel         | Sí        | Sí        | Sí                   | creadora                        |

## Llibres
- Gilmore Girls: The Other Side Of Summer by Amy Sherman-Palladino and Helen Pai (2002, ISBN 0-06-050916-3)

## Premis i nominacions
| Premis Primetime Emmy | Premis Primetime Emmy                   | Premis Primetime Emmy     | Premis Primetime Emmy |
| Any                   | Categoria                               | Treball Nominat           | Resultat              |
| --------------------- | --------------------------------------- | ------------------------- | --------------------- |
| 2018                  | Millor sèrie de comèdia                 | The Marvelous Mrs. Maisel | Guanyadora            |
| 2018                  | Millor direcció en una sèrie de comèdia | The Marvelous Mrs. Maisel | Guanyadora            |
| 2018                  | Millor guió en una sèrie de comèdia     | The Marvelous Mrs. Maisel | Guanyadora            |
| 2018                  | Millor supervisió de música             | The Marvelous Mrs. Maisel | Guanyadora            |
| 2019                  | Millor sèrie de comèdia                 | The Marvelous Mrs. Maisel | Nominada              |
| 2019                  | Millor direcció en una sèrie de comèdia | The Marvelous Mrs. Maisel | Nominada              |
| 2019                  | Millor supervisió de música             | The Marvelous Mrs. Maisel | Guanyadora            |
| 2020                  | Millor serie de comèdia                 | The Marvelous Mrs. Maisel | Nominada              |
| 2020                  | Millor direcció en una sèrie de comèdia | The Marvelous Mrs. Maisel | Nominada              |
| 2020                  | Millor supervisió de música             | The Marvelous Mrs. Maisel | Guanyadora            |